# ATP-toernooi van Acapulco
Het ATP-toernooi van Acapulco is een jaarlijks terugkerend tennistoernooi voor mannen dat onderdeel is van het tennistoernooi van Acapulco en wordt georganiseerd in Acapulco, Mexico. De officiële naam van het toernooi is Abierto Mexicano Telcel. Het toernooi valt in de categorie "ATP World Tour 500". Van 1993 tot 1998 en in 2000 werd het toernooi gespeeld in Mexico-Stad. Vanaf 2001 heeft het toernooi plaats in Acapulco.
Van 2001 tot en met 2013 behoorde het toernooi tot de ‘Golden Swing’, een reeks graveltoernooien in Latijns-Amerika. Vanaf 2014 wordt het toernooi gespeeld op hardcourtbanen.
Doordat het een graveltoernooi was tijdens het hardcourtseizoen, kwamen er vooral veel Spanjaarden en Argentijnen in actie op dit toernooi. De wereldtop blijft gedurende dit toernooi meestal op hardcourt banen spelen. Sinds het toernooi in 2014 is geswitcht naar hardcourt weet het toernooi meer topspelers aan te trekken.
Met vier overwinningen zijn de Oostenrijker Thomas Muster (in vier aaneengesloten edities) en de Spanjaarden David Ferrer en Rafael Nadal de meest succesvolle tennissers in de geschiedenis van het toernooi.
Tot en met 2020 speelden de vrouwen in actie op het WTA-toernooi van Acapulco.

## Finales

### Enkelspel
| Datum       | Naam                                          | Categorie     | ($)           | Ondergrond        | Winnaar                | Finalist                    | Uitslag          | Details       |
| Mexico-Stad | Mexico-Stad                                   | Mexico-Stad   | Mexico-Stad   | Mexico-Stad       | Mexico-Stad            | Mexico-Stad                 | Mexico-Stad      | Mexico-Stad   |
| ----------- | --------------------------------------------- | ------------- | ------------- | ----------------- | ---------------------- | --------------------------- | ---------------- | ------------- |
| 1993-02-22  | Abierto Mexicano Telcel                       | World Series  | $ 275.000     | gravel, buiten    | Thomas Muster (1)      | Carlos Costa                | 6-2, 6-4         | details       |
| 1994-02-21  | Abierto Mexicano Telcel                       | World Series  | $ 300.000     | gravel, buiten    | Thomas Muster (2)      | Roberto Jabali              | 6-3, 6-1         | details       |
| 1995-02-27  | Abierto Mexicano Telcel                       | World Series  | $ 305.000     | gravel, buiten    | Thomas Muster (3)      | Fernando Meligeni           | 7-6, 7-5         | details       |
| 1996-03-04  | Abierto Mexicano Telcel                       | World Series  | $ 305.000     | gravel, buiten    | Thomas Muster (4)      | Jiří Novák                  | 7-6, 6-2         | details       |
| 1997-10-20  | Abierto Mexicano Telcel                       | World Series  | $ 305.000     | tapijt, binnen    | Francisco Clavet       | Joan Albert Viloca          | 6-4, 7-6         | details       |
| 1998-10-26  | Abierto Mexicano Telcel                       | Int. Series   | $ 315.000     | tapijt, binnen    | Jiří Novák             | Xavier Malisse              | 6-3, 6-3         | details       |
| 1999        | geen toernooi                                 | geen toernooi | geen toernooi | geen toernooi     | geen toernooi          | geen toernooi               | geen toernooi    | geen toernooi |
| 2000-02-21  | Abierto Mexicano Telcel                       | Series Gold   | $ 700.000     | gravel, buiten    | Juan Ignacio Chela (1) | Mariano Puerta              | 6-4, 7-6         | details       |
| Acapulco    |                                               |               |               |                   |                        |                             |                  |               |
| 2001-01-26  | Abierto Mexicano Pegaso                       | Series Gold   | $ 700.000     | gravel, buiten    | Gustavo Kuerten        | Galo Blanco                 | 6-4, 6-2         | details       |
| 2002-02-25  | Abierto Mexicano Pegaso                       | Series Gold   | $ 700.000     | gravel, buiten    | Carlos Moyá (1)        | Fernando Meligeni           | 7-6, 7-6         | details       |
| 2003-02-24  | Abierto Mexicano de Tenis Telefónica Movistar | Series Gold   | $ 665.000     | gravel, buiten    | Agustín Calleri        | Mariano Zabaleta            | 7-5, 3-6, 6-3    | details       |
| 2004-03-01  | Abierto Mexicano de Tenis Telefónica Movistar | Series Gold   | $ 627.000     | gravel, buiten    | Carlos Moyá (2)        | Fernando Verdasco           | 6-3, 6-0         | details       |
| 2005-02-21  | Abierto Mexicano Telcel                       | Series Gold   | $ 618.000     | gravel, buiten    | Rafael Nadal (1)       | Albert Montañés             | 6-1, 6-0         | details       |
| 2006-02-27  | Abierto Mexicano Telcel                       | Series Gold   | $ 665.000     | gravel, buiten    | Luis Horna             | Juan Ignacio Chela          | 7-6, 6-4         | details       |
| 2007-02-26  | Abierto Mexicano Telcel                       | Series Gold   | $ 732.000     | gravel, buiten    | Juan Ignacio Chela (2) | Carlos Moyá                 | 6-3, 7-6         | details       |
| 2008-02-25  | Abierto Mexicano Telcel                       | Series Gold   | $ 769.000     | gravel, buiten    | Nicolás Almagro (1)    | David Nalbandian            | 6-1, 7-6         | details       |
| 2009-02-23  | Abierto Mexicano Telcel                       | ATP 500       | $ 1.100.000   | gravel, buiten    | Nicolás Almagro (2)    | Gaël Monfils                | 6-4, 6-4         | details       |
| 2010-02-22  | Abierto Mexicano Telcel                       | ATP 500       | $ 955.000     | gravel, buiten    | David Ferrer (1)       | Juan Carlos Ferrero         | 6-3, 3-6, 6-1    | details       |
| 2011-02-21  | Abierto Mexicano Telcel                       | ATP 500       | $ 1.100.000   | gravel, buiten    | David Ferrer (2)       | Nicolás Almagro             | 7-6, 6-7, 6-2    | details       |
| 2012-02-27  | Abierto Mexicano Telcel                       | ATP 500       | $ 1.155.000   | gravel, buiten    | David Ferrer (3)       | Fernando Verdasco           | 6-1, 6-2         | details       |
| 2013-02-25  | Abierto Mexicano Telcel                       | ATP 500       | $ 1.212.750   | gravel, buiten    | Rafael Nadal (2)       | David Ferrer                | 6-0, 6-2         | details       |
| 2014-02-24  | Abierto Mexicano Telcel                       | ATP 500       | $ 1.309.770   | hardcourt, buiten | Grigor Dimitrov        | Kevin Anderson              | 7-6, 3-6, 7-6    | details       |
| 2015-02-23  | Abierto Mexicano Telcel                       | ATP 500       | $ 1.414.550   | hardcourt, buiten | David Ferrer (4)       | Kei Nishikori               | 6-3, 7-5         | details       |
| 2016-02-21  | Abierto Mexicano Telcel                       | ATP 500       | $ 1.413.600   | hardcourt, buiten | Dominic Thiem          | Bernard Tomic               | 7-6(6), 4-6, 6-3 | details       |
| 2017-02-27  | Abierto Mexicano Telcel                       | ATP 500       | $ 1.491.310   | hardcourt, buiten | Sam Querrey            | Rafael Nadal                | 6-3, 7-6(3)      | details       |
| 2018-03-04  | Abierto Mexicano Telcel                       | ATP 500       | $ 1.642.795   | hardcourt, buiten | Juan Martín del Potro  | Kevin Anderson              | 6-4, 6-4         | details       |
| 2019-03-02  | Abierto Mexicano Telcel                       | ATP 500       | $ 1.780.060   | hardcourt, buiten | Nick Kyrgios           | Alexander Zverev            | 6-3, 6-4         | details       |
| 2020-02-29  | Abierto Mexicano Telcel                       | ATP 500       | $ 1.845.265   | hardcourt, buiten | Rafael Nadal (3)       | Taylor Fritz                | 6-3, 6-2         | details       |
| 2021-03-20  | Abierto Mexicano Telcel                       | ATP 500       | $ 1.204.960   | hardcourt, buiten | Alexander Zverev       | Stéfanos Tsitsipás          | 6-4, 7-6(3)      | details       |
| 2022-02-26  | Abierto Mexicano Telcel                       | ATP 500       | $ 1.678.065   | hardcourt, buiten | Rafael Nadal (4)       | Cameron Norrie              | 6-4, 6-4         | details       |
| 2023-03-04  | Abierto Mexicano Telcel                       | ATP 500       | $ 2.013.940   | hardcourt, buiten | Alex de Minaur (1)     | Tommy Paul                  | 3–6, 6–4, 6–1    | details       |
| 2024-03-02  | Abierto Mexicano Telcel                       | ATP 500       | $ 2.206.080   | hardcourt, buiten | Alex de Minaur (2)     | Casper Ruud                 | 6–4, 6–4         | details       |
| 2025-03-01  | Abierto Mexicano Telcel                       | ATP 500       | $ 2.206.080   | hardcourt, buiten | Tomáš Macháč           | Alejandro Davidovich Fokina | 7–6(6), 6–2      | details       |

### Dubbelspel
| Datum       | Naam                                          | Categorie     | ($)           | Ondergrond        | Winnaars                                 | Finalisten                                | Uitslag                | Details       |
| Mexico-Stad | Mexico-Stad                                   | Mexico-Stad   | Mexico-Stad   | Mexico-Stad       | Mexico-Stad                              | Mexico-Stad                               | Mexico-Stad            | Mexico-Stad   |
| ----------- | --------------------------------------------- | ------------- | ------------- | ----------------- | ---------------------------------------- | ----------------------------------------- | ---------------------- | ------------- |
| 1993-02-22  | Abierto Mexicano Telcel                       | World Series  | $ 275.000     | gravel, buiten    | Leonardo Lavalle (1) Jaime Oncins        | Horacio de la Peña Jorge Lozano           | 7-6, 6-4               | details       |
| 1994-02-21  | Abierto Mexicano Telcel                       | World Series  | $ 300.000     | gravel, buiten    | Francisco Montana (1) Bryan Shelton      | Luke Jensen Murphy Jensen                 | 6-3, 6-4               | details       |
| 1995-02-27  | Abierto Mexicano Telcel                       | World Series  | $ 305.000     | gravel, buiten    | Javier Frana Leonardo Lavalle (2)        | Marc-Kevin Goellner Diego Nargiso         | 7-5, 6-3               | details       |
| 1996-03-04  | Abierto Mexicano Telcel                       | World Series  | $ 305.000     | gravel, buiten    | Donald Johnson (1) Francisco Montana (2) | Nicolás Pereira Emilio Sánchez            | 6-2, 6-4               | details       |
| 1997-10-20  | Abierto Mexicano Telcel                       | World Series  | $ 305.000     | tapijt, binnen    | Nicolás Lapentti Daniel Orsanic          | Luis Herrera Mariano Sánchez              | 4-6, 6-3, 7-6          | details       |
| 1998-10-26  | Abierto Mexicano Telcel                       | Int. Series   | $ 315.000     | tapijt, binnen    | Jiří Novák David Rikl                    | Daniel Orsanic David Roditi               | 6-4, 6-2               | details       |
| 1999        | geen toernooi                                 | geen toernooi | geen toernooi | geen toernooi     | geen toernooi                            | geen toernooi                             | geen toernooi          | geen toernooi |
| 2000-02-21  | Abierto Mexicano Telcel                       | Series Gold   | $ 700.000     | gravel, buiten    | Byron Black Donald Johnson (2)           | Gastón Etlis Martín Rodríguez             | 6-3, 7-5               | details       |
| Acapulco    |                                               |               |               |                   |                                          |                                           |                        |               |
| 2001-01-26  | Abierto Mexicano Pegaso                       | Series Gold   | $ 700.000     | gravel, buiten    | Donald Johnson (3) Gustavo Kuerten       | David Adams Martín García                 | 6-3, 7-6               | details       |
| 2002-02-25  | Abierto Mexicano Pegaso                       | Series Gold   | $ 700.000     | gravel, buiten    | Bob Bryan (1) Mike Bryan (1)             | Martin Damm David Rikl                    | 6-1, 3-6, [10-2]       | details       |
| 2003-02-24  | Abierto Mexicano de Tenis Telefónica Movistar | Series Gold   | $ 665.000     | gravel, buiten    | Mark Knowles Daniel Nestor               | David Ferrer Fernando Vicente             | 6-3, 6-3               | details       |
| 2004-03-01  | Abierto Mexicano de Tenis Telefónica Movistar | Series Gold   | $ 627.000     | gravel, buiten    | Bob Bryan (2) Mike Bryan (2)             | Juan Ignacio Chela Nicolás Massú          | 6-2, 6-3               | details       |
| 2005-02-21  | Abierto Mexicano Telcel                       | Series Gold   | $ 618.000     | gravel, buiten    | David Ferrer Santiago Ventura            | Jiří Vaněk Tomáš Zíb                      | 4-6, 6-1, 6-4          | details       |
| 2006-02-27  | Abierto Mexicano Telcel                       | Series Gold   | $ 665.000     | gravel, buiten    | František Čermák Leoš Friedl             | Potito Starace Filippo Volandri           | 7-5, 6-2               | details       |
| 2007-02-26  | Abierto Mexicano Telcel                       | Series Gold   | $ 732.000     | gravel, buiten    | Potito Starace Martín Vassallo Argüello  | Lukáš Dlouhý Pavel Vízner                 | 6-0, 6-2               | details       |
| 2008-02-25  | Abierto Mexicano Telcel                       | Series Gold   | $ 769.000     | gravel, buiten    | Oliver Marach (1) Michal Mertiňák (1)    | Agustín Calleri Luis Horna                | 6-2, 6-7, [10-7]       | details       |
| 2009-02-23  | Abierto Mexicano Telcel                       | ATP 500       | $ 1.100.000   | gravel, buiten    | František Čermák Michal Mertiňák (2)     | Łukasz Kubot Oliver Marach                | 4-6, 6-4, [10-7]       | details       |
| 2010-02-22  | Abierto Mexicano Telcel                       | ATP 500       | $ 955.000     | gravel, buiten    | Łukasz Kubot (1) Oliver Marach (2)       | Fabio Fognini Potito Starace              | 6-0, 6-0               | details       |
| 2011-02-21  | Abierto Mexicano Telcel                       | ATP 500       | $ 1.100.000   | gravel, buiten    | Victor Hănescu Horia Tecău               | Marcelo Melo Bruno Soares                 | 6-3, 6-3               | details       |
| 2012-02-27  | Abierto Mexicano Telcel                       | ATP 500       | $ 1.155.000   | gravel, buiten    | David Marrero (1) Fernando Verdasco      | Marcel Granollers Marc López              | 6-3, 6-4               | details       |
| 2013-02-25  | Abierto Mexicano Telcel                       | ATP 500       | $ 1.212.750   | gravel, buiten    | David Marrero (2) Łukasz Kubot (2)       | Fabio Fognini Simone Bolelli              | 7-5, 6-2               | details       |
| 2014-02-24  | Abierto Mexicano Telcel                       | ATP 500       | $ 1.309.770   | hardcourt, buiten | Kevin Anderson Matthew Ebden             | Feliciano López Maks Mirni                | 6-3, 6-3               | details       |
| 2015-02-23  | Abierto Mexicano Telcel                       | ATP 500       | $ 1.414.550   | hardcourt, buiten | Ivan Dodig Marcelo Melo (1)              | Mariusz Fyrstenberg Santiago González     | 7-6, 5-7, [10-3]       | details       |
| 2016-02-21  | Abierto Mexicano Telcel                       | ATP 500       | $ 1.413.600   | hardcourt, buiten | Treat Huey Maks Mirni                    | Philipp Petzschner Alexander Peya         | 7-6(5), 6-3            | details       |
| 2017-02-27  | Abierto Mexicano Telcel                       | ATP 500       | $ 1.491.310   | hardcourt, buiten | Jamie Murray (1) Bruno Soares (1)        | John Isner Feliciano López                | 6-3, 6-3               | details       |
| 2018-03-04  | Abierto Mexicano Telcel                       | ATP 500       | $ 1.642.795   | hardcourt, buiten | Jamie Murray (2) Bruno Soares (2)        | Bob Bryan Mike Bryan                      | 7-6(4), 7-5            | details       |
| 2019-03-02  | Abierto Mexicano Telcel                       | ATP 500       | $ 1.780.060   | hardcourt, buiten | Alexander Zverev Mischa Zverev           | Austin Krajicek Artem Sitak               | 2-6, 7-6(4), [10-5]    | details       |
| 2020-02-29  | Abierto Mexicano Telcel                       | ATP 500       | $ 1.845.265   | hardcourt, buiten | Łukasz Kubot (3) Marcelo Melo (2)        | Juan Sebastián Cabal Robert Farah Maksoud | 7-6(6), 6-7(4), [11-9] | details       |
| 2021-03-20  | Abierto Mexicano Telcel                       | ATP 500       | $ 1.204.960   | hardcourt, buiten | Ken Skupski Neal Skupski                 | Marcel Granollers Horacio Zeballos        | 7-6(3), 6-4            | details       |
| 2022-02-26  | Abierto Mexicano Telcel                       | ATP 500       | $ 1.678.065   | hardcourt, buiten | Feliciano López Stéfanos Tsitsipás       | Marcelo Arévalo Jean-Julien Rojer         | 7–5, 6–4               | details       |
| 2023-03-04  | Abierto Mexicano Telcel                       | ATP 500       | $ 2.013.940   | hardcourt, buiten | Alexander Erler Lucas Miedler            | Nathaniel Lammons Jackson Withrow         | 7–6(9), 7–6(3)         | details       |
| 2024-03-02  | Abierto Mexicano Telcel                       | ATP 500       | $ 2.206.080   | hardcourt, buiten | Hugo Nys Jan Zieliński                   | Santiago González Neal Skupski            | 6–3, 6–2               | details       |
| 2025-03-01  | Abierto Mexicano Telcel                       | ATP 500       | $ 2.206.080   | hardcourt, buiten | Christian Harrison Evan King             | Sadio Doumbia Fabien Reboul               | 6–4, 6–0               | details       |

## Statistieken

### Meeste enkelspeltitels
| Aantal titels | Speler             | Jaren                  |
| ------------- | ------------------ | ---------------------- |
| 4             | Thomas Muster      | 1993, 1994, 1995, 1996 |
| 4             | David Ferrer       | 2010, 2011, 2012, 2012 |
| 4             | Rafael Nadal       | 2005, 2013, 2020, 2022 |
| 2             | Carlos Moyá        | 2002, 2004             |
| 2             | Juan Ignacio Chela | 2000, 2007             |
| 2             | Nicolás Almagro    | 2008, 2009             |
| 2             | Alex de Minaur     | 2023, 2024             |

(Bijgewerkt t/m 2025)

### Meeste enkelspeltitels per land
| Aantal titels | Land       |
| ------------- | ---------- |
| 13            | Spanje     |
| 5             | Oostenrijk |
| 4             | Argentinië |
| 3             | Australië  |

(Bijgewerkt t/m 2025)

### Enkel- en dubbelspeltitel in hetzelfde jaar
| Tennisser       | Jaar |
| --------------- | ---- |
| Gustavo Kuerten | 2001 |

### Toeschouwersaantallen
| Jaar | Toeschouwers |
| ---- | ------------ |
| 2016 | 50.000       |